# Microcarbo pygmaeus

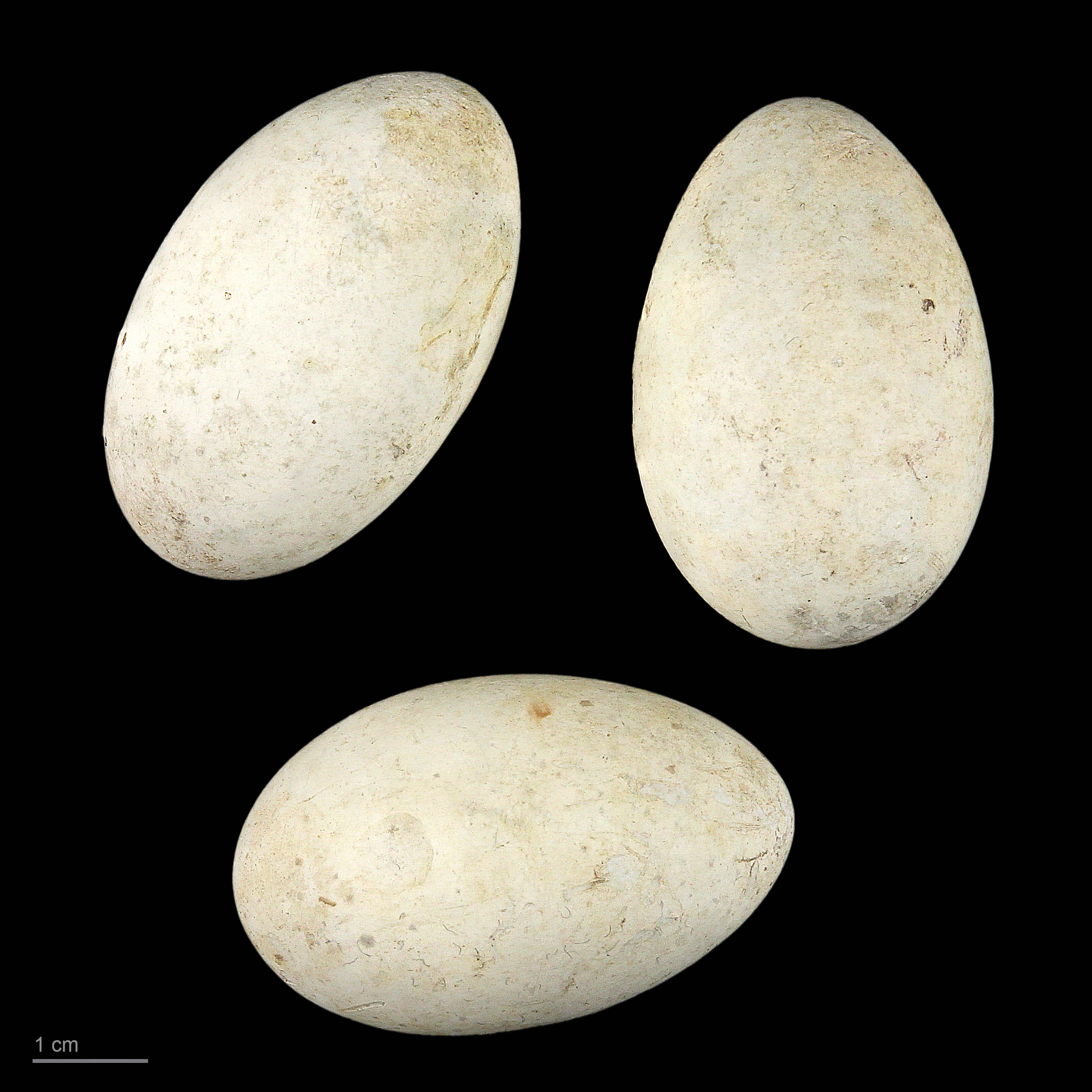
Microcarbo pygmeus

Microcarbo pygmaeus là một loài chim trong họ Phalacrocoracidae. Loài này sinh sản ở đông Nam Âu và tây nam Á. Đây là loài chim bán di cư, những nhóm sống ở phía bắc trú đông ở phía nam, chủ yếu vẫn trong dải phân bố của chúng.